# フランク・カミンスキー
フランク・カミンスキー (Frank Kaminsky)こと、フランシス・スタンリー・カミンスキー3世  (Francis Stanley Kaminsky III 1993年4月4日 - )は、アメリカ合衆国イリノイ州出身のプロバスケットボール選手。ポジションはセンター。

## 来歴
イリノイ州のルイス大学のバスケットボール選手だった父フランシス2世と、ノースウェスタン大学のバレーボール選手だった母マリーとの間に生まれたカミンスキーは、5歳の時に同じイリノイ州に本拠地のシカゴ・ブルズのスーパースターマイケル・ジョーダンとデニス・ロッドマンと対面したことに感激し、バスケットボール選手を目指すことになる。そのまま順調に成長したカミンスキーはウィスコンシン大学でも中心選手として活躍し、4年生時は平均18.8得点を記録し、NCAAトーナメントでも活躍した。そしてNBAのスカウト陣からも注目される存在となり、2015年のNBAドラフトでは、全体9位でシャーロット・ホーネッツから指名された。その後、コディ・ゼラーの控えとして平均20分以上するシーズンが続いた。

### フェニックス・サンズ
2019-20シーズン開幕前の2019年7月17日、フェニックス・サンズと2年1000万ドルで契約した。平均19.9分の出場9.7得点と活躍の場面は決して多くはなかったが、新型コロナウイルスの影響によってフロリダ州オーランドで開催されたNBAバブルの舞台で、怪我で欠場していたケリー・ウーブレと共にベンチの盛り上げ役としてチームを鼓舞し、サンズの8連勝に貢献した。
2020-21シーズンミルウォーキー・バックスとの2021年のNBAファイナルにディアンドレ・エイトンの控えとして出場したが、2勝4敗で優勝には届かなかった。
2021-22シーズン2021年11月10日のポートランド・トレイルブレイザーズ戦で自身初の30得点以上となる31得点を記録した。

### アトランタ・ホークス
2022-23シーズン開幕前の2022年7月にアトランタ・ホークスと契約を結んだ。

### ヒューストン・ロケッツ
2023年2月9日、ジャスティン・ホリデー、将来のドラフト2巡目指名権2つと共に、ブルーノ・フェルナンド、ギャリソン・マシューズとのトレードでヒューストン・ロケッツへ移籍した。

### KKパルチザン
2023年8月17日、ユーロリーグとABAリーグに所属するKKパルチザンに1年契約で加入すると発表された。ユーロリーグでは30試合に出場し、1試合平均17.2分の出場で、8.9得点、3.4リバウンド、1.6アシスト、フィールドゴール成功率55.4パーセント、スリーポイント成功率40.6パーセント、ABAリーグでは19試合に出場し、1試合平均15.3分の出場で、10.6得点、3.6リバウンド、1.3アシスト、フィールドゴール成功率65.5パーセント、スリーポイント成功率52.8パーセント、フリースロー成功率77.6パーセント、ABAリーグのプレーオフでは8試合に出場し、1試合平均12.3分の出場で、5.4得点、2.4リバウンドという成績を残した。

## プレースタイル
身長213cmの7フッターながらアウトサイドシュートが上手く、ポストプレーも巧みで豊富な得点パターンを持つビッグマン。その反面は守備は不得手で、リバウンドやブロックは少ない。

## 個人成績

### レギュラーシーズン
| シーズン  | チーム    | GP  | GS | MPG  | FG%  | 3P%  | FT%   | RPG | APG | SPG | BPG | PPG  |
| --------- | --------- | --- | -- | ---- | ---- | ---- | ----- | --- | --- | --- | --- | ---- |
| 2015–16   | CHA       | 81  | 3  | 21.1 | .410 | .337 | .730  | 4.1 | 1.2 | .5  | .5  | 7.5  |
| 2016–17   | CHA       | 75  | 16 | 26.1 | .399 | .328 | .756  | 4.5 | 2.2 | .6  | .5  | 11.7 |
| 2017–18   | CHA       | 79  | 4  | 23.2 | .429 | .380 | .799  | 3.6 | 1.6 | .5  | .2  | 11.1 |
| 2018–19   | CHA       | 47  | 0  | 16.1 | .463 | .360 | .738  | 3.5 | 1.3 | .3  | .3  | 8.6  |
| 2019–20   | PHX       | 39  | 13 | 19.9 | .450 | .331 | .678  | 4.5 | 1.9 | .4  | .3  | 9.7  |
| 2020–21   | PHX       | 47  | 13 | 15.2 | .471 | .365 | .617  | 4.0 | 1.7 | .3  | .4  | 6.6  |
| 2021–22   | PHX       | 9   | 0  | 20.1 | .545 | .333 | .900  | 4.6 | 1.4 | .9  | .8  | 10.6 |
| 2022–23   | ATL       | 26  | 0  | 6.8  | .568 | .478 | .833  | 1.4 | .8  | .2  | .0  | 2.7  |
| 2022–23   | HOU       | 10  | 0  | 5.9  | .316 | .200 | 1.000 | 1.6 | 1.1 | .1  | .3  | 1.8  |
| 2022-23計 | HOU       | 36  | 0  | 6.5  | .492 | .394 | .875  | 1.4 | .9  | .2  | .1  | 2.5  |
| 通算：8年 | 通算：8年 | 413 | 49 | 19.8 | .430 | .349 | .746  | 3.8 | 1.6 | .4  | .4  | 8.8  |

### プレーオフ
| シーズン  | チーム    | GP | GS | MPG  | FG%  | 3P%  | FT%   | RPG | APG | SPG | BPG | PPG |
| --------- | --------- | -- | -- | ---- | ---- | ---- | ----- | --- | --- | --- | --- | --- |
| 2016      | CHA       | 7  | 5  | 27.1 | .304 | .294 | .810  | 4.3 | 1.1 | .9  | .7  | 7.1 |
| 2021      | PHX       | 10 | 0  | 6.8  | .455 | .200 | 1.000 | 1.4 | 1.4 | .2  | .3  | 2.2 |
| 出場：2回 | 出場：2回 | 17 | 5  | 15.2 | .353 | .273 | .818  | 2.6 | 1.3 | .5  | .5  | 4.2 |